# NutriAsia
NutriAsia, Inc. es una empresa alimentaria multinacional filipina con sede en Taguig. Fue fundada el 1 de octubre de 1991 por Joselito D. Campos Jr.

## Historia
Joselito Campos fundó Enriton Natural Foods, Inc. en 1991, con Nelicom como su única marca. Más tarde ese año, Enriton adquiere Jufran y Mafran, a la vez que entra en una empresa conjunta con Acres & Acres. La empresa conjunta pasaría a llamarse Southeast Asia Food Inc. (SAFI). En 1996, SAFI adquiere Universal Foods Corporation (UFC) y establece la sociedad de cartera NutriAsia, Inc. para la adquisición.
En 2001, NutriAsia se asoció con la empresa estadounidense H.J. Heinz Company (ahora Kraft Heinz) para formar la empresa conjunta Heinz-UFC Philippines, Inc., que funcionó hasta 2006.
En 2006, la empresa adquirió la participación del 50 por ciento de Heinz en la empresa conjunta y pasaría a llamarse UFC Philippines, Inc.
En 2009, las subsidiarias de la empresa, incluidas Southeast Asia Food, Inc. (SAFI) y UFC Philippines, Inc., fueron absorbidas por la sociedad holding NutriAsia, Inc.
En 2014, NutriAsia adquirió Silver Swan Manufacturing Company, Inc. de la familia Suan y, posteriormente, rebautizó la empresa como First PGMC Enterprises, Inc.

## Marcas
- Alcopro
- Amihan
- Big2
- Datu Puti
- Golden Fiesta
- Jufran
- Locally
- Mafran
- Mang Tomas
- Nelicom
- Papa
- Silver Swan
- UFC